# Ristar
Ristar — видеоигра в жанре платформера, разработанная студией-подразделением Sonic Team под псевдонимом Project Ristar и изданная компанией Sega 16 февраля в Японии, 17 февраля в Северной Америке и 18 февраля в Европе в 1995 году для игровой приставки Mega Drive/Genesis. Была также выпущена игра для Sega Game Gear с таким же названием и жанром — Ristar, выходившая в те же дни выхода 16 битной версии и имеющая схожую тематику, но отличающаяся дизайном уровней, цифровой механикой, менявшая даты выхода Северной Америке (с 17 на 16 февраля) и Японии (с 16 на 17 февраля) местами и разработанная не Sonic Team.
Главная роль в игре принадлежит антропоморфному мультипликационному метеору, использующему свои длинные растягивающиеся руки для перемещения и сражения с врагами. Игра была встречена в целом положительно, но первоначальный выпуск игры затмило скорое окончание эпохи Sega Mega Drive и наступление эпохи Sega Saturn и других игровых консолей пятого поколения. Не получив никаких продолжений и спин-оффов, игра неоднократно переиздавалась фирмой Sega в цифровом виде и в сборниках на тему Sega, включая серию релизов для мобильных устройств Sega Forever. Главный герой также имеет различные камео в других играх Sega.
Впоследствии игра многократно переиздавалась в составе сборников для разных платформ, включая переиздание в сервисе Virtual Console для Wii. С 2010 года игра доступна в составе сборника SEGA Mega Drive and Genesis Classics для платформ Linux, macOS, Windows, а с 2018 — PlayStation 4, Xbox One и Nintendo Switch.

## Игровой процесс

Ристар на уровне Planet Neer.

Ristar представляет собой двухмерный платформер с боковой прокруткой, напоминающий игры из серий Super Mario или Sonic the Hedgehog, но меньше завязанный на прыжки и скорость и больше использующий растягивающиеся руки Ристара, способные вытягиваться в восьми основных направлениях. Игрок должен маневрировать Ристаром через уровень до его конца, избегая при этом урона от препятствий и врагов. Вытягивающиеся руки — основное оружие Ристара против врагов: вытянув руки, он хватает врагов и, подтягивая себя к ним в движении «удар головой», уничтожает. Это же движение также позволяет вскрывать ларцы с сокровищами, содержащие различные предметы, или наносить удары по разным частям окружающей среды, например, чтобы свалить дерево. Кроме того, его упругими руками можно просто брать или бросать предметы.
Помимо нападения, руки Ристара также используются для прохождения через уровни. Множество шестовидных конструкций присутствуют для переката Ристара с одной стороны на другую через промежутки или для вертикального подъёма или спуска на платформы. Ристар также может захватывать врагов и предметы в воздухе и раскачиваться на них. Кроме того, на уровнях присутствуют «звёздные рукояти» (Star Hadle), за которые Ристар должен ухватиться и использовать импульс для вращения по кругу. Отпускание рукояти запускает его в заданном направлении, в зависимости от времени освобождения. Если набран достаточный импульс, за Ристаром появляются искры, и он выполняет движение, называемое «Удар Метеора» (Meteor Strike), делающее его неуязвимым и способным победить любого врага при столкновении с ним. Когда достаточный импульс теряется (обычно это происходит через несколько секунд), полёт прекращается, и герой падает на землю, возвращаясь в своё обычное состояние, хотя это можно продлить, отскочив в полёте от стен или потолков.
Каждый уровень заканчивается особой «звёздной рукоятью», используемой для запуска Ристара в конец уровня. Бонусные очки начисляются в зависимости от высоты полёта Ристара за предел экрана, аналогично тому, как уровни заканчиваются в Super Mario Bros. Кроме того, каждый уровень содержит одну скрытую рукоять, отправляющую Ристара на бонусный уровень, включающий в себя преодоление полосы препятствий в пределах заданного ограничения по времени. Пройдя уровень за особенно короткое время, вы получите продолжение, а по завершении игры в зависимости от того, сколько было пройдено бонусных уровней, открываются особые коды. Здоровье Ристара отображается через пиктограмму в виде четырёх звёзд в правом верхнем углу экрана. Получение урона удаляет одну звезду, а потеря всех звёзд приводит к тому, что Ристар теряет жизнь. Обнаружение и захват фигурки Ристара даёт персонажу дополнительную жизнь, а традиционные фигурки звёзд пополняют его здоровье: золотая звезда пополняет одну звезду, а серебряная — все четыре.

## Сюжет
Как и в других играх той же эпохи, вроде Gunstar Heroes, сюжет игры в японской и американской версиях несколько различается. Во всех версиях игры события происходят в системе Валди, состоящей из шести планет: цветущая зелёная планета, покрытая лесами, Нир (Флора в американской версии), водная планета Литау (Андертау), вулканическая планета Онаклоув (Скорч), мир будущего, основанный на музыке,  Неус (Соната), ледяная планета Фреон, и полностью покрытая металлом Ревуп (Автоматон). Злой космический пират Кайзер Гриди подчинил своей власти их правителей, овладев их разумом.
В японской версии обитатели планеты Нир молятся о ниспослании героя, прежде чем миньон Гриди, управляющий сознанием, подчинит себе вождя планеты. Отчаянные мольбы достигают туманности-обители звёздной богини Оруто. Она пробуждает одного из своих сыновей, Ристара, с единственной целью — исполнить мольбы невинных. Он должен остановить Гриди и заколдованных вождей каждого из семи миров и вернуть мир в систему.
В американской версии Оруто нет. Вместо неё у Ристара есть отец, легендарный герой, метеор, защищающий систему Валди. Вместо пробуждения Ристара матерью происходит похищение легендарного героя Кайзером Гриди, и Ристар также должен вызволить своего отца.
Японская версия игры заканчивается сценой с Гриди и двумя его подчинёнными, Инонисом и Уранимом, оказавшимися на пустынной планете. Гриди наблюдает появляение в космическом пространстве образа Ристара. В конечной сцене в американской версии Ристар воссоединяется со своим отцом.

## Разработка игры
Игра была разработана на основе идеи, возникшей при обсуждении дизайна персонажа, впоследствии ставшего Ежом Соником. Юдзи Нака, глава Sonic Team, в интервью для Sega Visions, опубликованном в октябре 1992 года, вспоминал:

Сначала мы использовали персонажа, который выглядел как кролик с ушами, которые могли вытягиваться и брать предметы. Так как игра становилась всё быстрее, нам нужно было придумать специальное умение для персонажа, которое он мог бы применять против своих противников. Я помню персонажа, о котором я думал несколько лет назад, который мог сворачиваться в мяч и бросать себя в противников. Ежи могут сворачиваться в мяч, поэтому мы решили заменить кролика ежом.
Через несколько лет началась разработка отдельной игры с персонажем, напоминающим кролика. Созданный прототип назывался Feel. Его герой уже не напоминал кролика, так как вместо ушей он использовал свои руки. После ряда других изменений, включая смену имён (одно из них было Volt) игра обрела ту форму, в которой стала известна под названием Ristar. В процессе работы над версиями для выпуска за пределами Японии название игры также неоднократно изменялось, от Ristar the Shooting Star до Dexstar, и в итоге игра получила название Ristar.
Ещё в конце 1994 года Sega ставила Ристара на место преемника Ежа Соника. Тем не менее игра не получила массового влияния или продаж в основном из-за выхода всего за три месяца до неё консоли Sega Saturn, преемника Sega Mega Drive, затмившего её. В 1994 году в интервью Electronic Gaming Monthly сотрудники Sega по маркетингу Лиза Бест и Терри Танг утверждали, что Ristar и Sonic разрабатывлись не одной и той же командой программистов, хотя бо́льшая часть группы разработчиков игры позже создаст Nights into Dreams… для Saturn, которая официально будет приписана Sonic Team. Это, наряду с включением Ristar в следующем году в ряд тематических компиляций и переизданий игр Sonic the Hedgehog, заставило журналистов задним числом обозначить игру как разработанную Sonic Team.

### Локализация
При локализации версии для Европы и Северной Америки был внесён ряд небольших изменений. Был слегка изменён сюжет: в японской версии Ристара призывает звёздная богиня Оруто, тогда как в американской версии Оруто нет, а вместо неё упоминается отец Ристара, «легендарный герой».
Босс уровня ледовой тематики, Итамор, был переделан с огромного робота-кота в робота-ледяное чудовище. В игре Ристар должен захватывать блюда с горячей похлёбкой и бросать их в пасть Итамору. В Японии считается остроумным использовать «горячее» для победы над котом из-за японских культурных отсылок на «кошачий язык» (猫舌 нэкодзита), не переносящий горячее. В североамериканском и европейском регионах это упоминание отсутствует, поэтому оно было заменено на «ледяное чудовище», побеждённое таянием от горячего.
Остальные изменения весьма незначительны и представляют собой попытку обратиться к западной аудитории. Например, незначительные графические изменения, сделанные, чтобы лица Ристара и других персонажей выглядели серьёзнее, изменение названий уровней на больше описывающие их внешний вид, и добавление нескольких неинтерактивных сцен для показа большей преемственности в игре, вроде последовательного спуска на лыжах перед снежным тематическим уровнем или надевания антигравитационной обуви, чтобы объяснить, почему Ристар плавает в определённом месте уровня.

## Отзывы и критика
| Сводный рейтинг    | Сводный рейтинг           |
| Агрегатор          | Оценка                    |
| ------------------ | ------------------------- |
| GameRankings       | 89,93 % (SMD)             |
| MobyRank           | 87/100 (SMD) 82/100 (Wii) |
| Иноязычные издания |                           |
| Издание            | Оценка                    |
| AllGame            | (SMD) · (Wii) · (PC)      |
| EGM                | 7,6/10 (SMD)              |
| GamePro            | (SMD)                     |
| GameSpot           | 7,6/10 (Wii)              |
| IGN                | 8/10 (Wii)                |

Обзоры игры после её выпуска были в целом благожелательные. Sega Official Magazine присвоил ей рейтинг в 87 %, высоко оценивая игровой процесс, графику и музыку, но посетовал, что игре не хватило оригинальности, и многое заимствовано у других платформеров, вроде Sonic the Hedgehog, Dynamite Headdy, и Earthworm Jim. SegaPro похвалили её за сходство и различия с серией Sonic the Hedgehog, заявив: «Если вы судите об играх исключительно по их визуальному виду, вас простят за то, что вы думаете что это был Sonic the Hedgehog. Но когда вы на самом деле откинетесь назад и начнёте в неё играть, вы найдёте, что это гораздо более медленная, стратегическая игра. Здесь есть большой элемент головоломки, долженствующий выделять её среди сотен других платформеров на рынке». Sega Power высказала ряд схожих моментов, сравнив игровой процесс со смесью «между Sonic и Dynamite Headdy», но раскритиковала его короткую продолжительность и отсутствие оригинальности и дала игре всего 74 балла: «…если вам нравятся «сониковские» игры, вам понравится и эта» однако же «…она не так хороша, как Sonic». GamePro также отметили, что Ristar ощущается «вялым» по сравнению с Sonic, и раскритиковали то, что у Ristar мало анимации по сравнению с другими знаменитыми платформерами, а низкая сложность игры делает её подходящей только для начинающих геймеров. Тем не менее, они дали игре общую рекомендацию, основанную на красочных визуальных эффектах и продуманном игровом процессе. Команда из пяти обозревателей Electronic Gaming Monthly оценила её на 7,6 баллов из 10, а Майкл Вейганд резюмировал: «Отличный новый персонаж Ристар требует больше техники, чем обычные экшн-игры с пробежками и прыжками». Обозреватель Next Generation, отмечая, что Ristar много чего позаимствовал у Dynamite Headdy, утверждал, что у игрового персонажа более чем достаточно оригинальности и универсальности, чтобы быть больше, чем просто клоном. Ссылаясь на превосходный дизайн уровней, «гладкие переходы, оригинальных боссов и отличную музыку», он назвал игру «одним из лучших птатформеров на сей день». Несмотря на это, он дал игре только три звезды из пяти. «Фамицу» оценили игру на 29 баллов из 40.
Значительно больше положительных отзывов Ristar получил спустя десятилетие, после переиздания в цифровом виде и в составе компиляций на тему Sonic и Sega. IGN оценили версию Virtual Console на 8 баллов из десяти, похвалив графику, музыку и игровой процесс, а в завершение написали: «Поклонникам платформеров стоит это увидеть». GameSpot также высоко оценили выпуск на Virtual Console, особенно его графику, заявив: «Как видно, разработчики максимально использовали ограниченную цветовую палитру системы и использовали все возможные графические приёмы, чтобы игра выглядела эффектно. У Ристара и его врагов большое разнообразие анимаций, но вы, вероятно, больше всего приметите красочные многослойные фоны, постоянно щеголяющие анимированными деталями в виде движущихся облаков, падающих обломков и неистовых существ, имеющих привычку издалека метать в вас предметы». NintendoLife оценили игру на 9/10 баллов назвав её одной из лучших систем в плане графики, анимации и игрового процесса, заявив что «Ristar доказывает, что радикальный подход к управлению игрой в платформере иногда действительно может в конце концов окупиться. Sonic Team не только создали игру, легко отличающуюся от их серии Sonic the Hedgehog, но и предложили несколько уникальнейших идей для игрового процесса, появившихся в 16-битной эпохе, и игру, в которую сегодня так же интересно играть, как и почти 15 лет назад, когда её впервые выпустили». 1UP.com назвал игру «превосходной» и назвал её «самой интересной» из четырёх «несониковских» игр в Sonic Mega Collection. Схожее мнение выразили AllGame, назвав игру «хорошей, если не лучшей, чем любая» из «сониковских» игр, включённых в Sonic Mega Collection и «упущенным самоцветом» в составе Sega Genesis Collection. Entertainment Weekly оказались менее благосклонны в своём обзоре, присвоив игре оценку B− из-за предполагаемой избыточности и повторного использования идей из серии Sonic.
Леви Бьюкенен из IGN в своей ретроспективе высоко оценил графику и игровой процесс как отличный для стареющей Sega Mega Drive, но также утверждал, что платформа повредила возможности игры добиться успеха в продажах и видимости, заявив, что «у Ristar не было шансов. Игра вышла в начале 1995 года, когда мир видеоигр переходил на следующее поколение аппаратных средств. Sega сконцентрировались на грядущем выпуске Saturn, а Sonic по-прежнему пользовался огромным успехом. И потому Ristar списали со счетов».

### Влияние
В интервью 2006 года дизайнер Ristar Акира Нисино сказал:

Вернётся ли Ристар? Наверное, нет. Конечно, как разработчику игр, мне хотелось бы, чтобы это случилось. Во время оригинала я задумывался о продолжении. Дело дошло до дизайна персонажей этого продолжения, но это не произошло по разным причинам. Но так как фанаты имеют право голоса в таких вопросах, ваш вклад очень ценится.
Хотя Ristar никогда не получал никаких продолжений, он удостоился дополнительного внимания в последующие годы благодаря переизданиям в нескольких сборниках на тему Sonic и Sega, в том числе в Sonic Mega Collection, Sega Mega Drive Collection, Sonic’s Ultimate Genesis Collection и Sega Forever. Он также был выпущен для цифровой загрузки на Virtual Console и Steam.
Ристар дважды появлялся в качестве камео. Первый раз он появился в качестве гасяпона в игре Shenmue. На короткое время появился в игре Segagaga. Ристара можно заметить на трассе «Death Egg» в одном из загружаемых контентов для Sonic & Sega All-Stars Racing, а в её сиквеле — Sonic & All-Stars Racing Transformed — он играет роль персонажа, размахивающего флагом перед началом гонки.